# نفرکتومی
نفرکتومی(به انگلیسی: Nephrectomy) به عمل جراحی برداشتن کلیه گفته می‌شود.
این عمل جراحی می‌تواند به صورت‌های زیر انجام شود:
- برداشتن بخشی از یک کلیه (نفرکتومی پارشیال)
- برداشتن کل یک کلیه (نفرکتومی ساده)
- حذف یک کلیه به همراه غده آدرنال و غدد لنفاوی اطراف آن (رادیکال نفرکتومی)[۲]

## تاریخچه
اولین عمل جراحی نفرکتومی موفق توسط جراح آلمانی گوستاو سیمون در سال ۱۸۶۹ در شهر هایدلبرگ به انجام رسید. وی این عمل جراحی را بر روی حیوانات به انجام رسانده بود و ثابت کرد که یک کلیه سالم هم می‌تواند برای دفع صحیح ادرار در انسان کافی باشد.

## اندیکاسیون‌ها
- سرطان (کارسینوم) کلیه
- عدم عملکرد صحیح کلیه که می‌تواند منجر به فشار خون بالا شود.
- کلیه مادرزادی کوچک که می‌تواند جابجا شده و باعث وارد آمدند فشار به اعصاب اطراف شود و سبب درد گردد.
- نفرکتومی می‌تواند به منظور پیوند کلیه نیز انجام شود.
- نفرکتومی پارشیال یا نسبی به منظور ترمیم پارگی‌های ناشی از تروماهای حاصل از سوانح انجام می‌شود.

## مراقبت‌های قبل از عمل
- آزمایش خون
- قرار دادن سوند مثانه (کاتتر مجرای ادرار) جهت تخلیه مداوم ادرار[۳]

## وضعیت قرارگیری بیمار
وضعیت بیمار بسته به شرایط و نوع عمل متفاوت است:
- وضعیت لترال
- سوپاین
- ترندلنبرگ اصلاح شده[۴]

## وسایل جراحی مورد نیاز
ست لاپاراتومی به همراه فورسپس سنگ و کلمپ پدیکول کلیه.

## موقعیت برش جراحی
برش جراحی می‌تواند در نواحی زیر ایجاد شود:
- ناحیه کمری (lumbar)
- خلف صفاقی (retroperitoneal)
- قفسه سینه (thoracic)
- سینه‌ای -شکمی (thoracic abdominal)[۶]

## روش
- در این عمل بیمار تحت بیهوشی عمومی قرار می‌گیرد.[۷]

این عمل جراحی بیش از سه ساعت به طول می‌انجامد.
- نفرکتومی ساده:

در این روش بیمار بر روی یک پهلو قرار داده شده و برشی به طول ۱۲ اینچ بر روی پوست وی ایجاد می‌شود. این برش بر روی پهلوی بیمار، زیر دندهها یا دقیقاً روی آخرین دنده انجام می‌شود.
پوست و بافت چربی کنار داده می‌شود. حالب (لوله منتقل‌کننده ادرار از کلیه به مثانه) و همچنین رگ‌های خونی قطع می‌شوند. و در نهایت پوست به وسیله بخیه یا استاپلر جراحی بسته می‌شود.
- نفرکتومی رادیکال:

در این روش برشی به طول ۸ تا ۱۲ اینچ در جلوی شکم؛ درست در زیر دنده‌ها یا در پهلوی بیمار ایجاد می‌شود.
و مانند روش قبل پوست و بافت چربی کنار داده می‌شوند. حالب (لوله منتقل‌کننده ادرار از کلیه به مثانه) و همچنین عروق خونی قطع می‌شوند و سپس جراح برخی از گره‌های لنفاوی و غده آدرنال (فوق کلیه) را جدا می‌کند.

## مراقبت‌های بعد از عمل
- داروهای مسکن جهت تسکین درد ناحیه برش
- سرم درمانی
- تعادل آب و الکترولیت‌ها با دقت کنترل شود زیرا ممکن است کلیه باقی‌مانده توانایی کافی را نداشته باشد.

بیمار مورد جراحی حدود ۲ تا ۷ روز بعد از عمل از بیمارستان مرخص می‌شود.

## خطرات و عوارض احتمالی
- صدمه با ارگان‌های مجاور از جمله رودهها، کبد، طحال و پانکراس
- خونریزی، یا در داخل شکم یا از زخم جراحی
- عفونت زخم
- کاهش موقت عملکرد در کلیه باقی‌مانده
- فتق
- صدمه به عصب‌های اطراف ناحیه مورد برش[۸][۹]